# Communauté de communes du Centre Argonne
La communauté de communes du Centre Argonne est une ancienne communauté de communes française, située dans le département de la Meuse et la région Grand Est.
La communauté, dont le siège social est à Clermont-en-Argonne, a été créée le 1er janvier 2001.
Elle est dissoute le 31 décembre 2016 pour former la communauté de communes Argonne-Meuse avec la communauté de communes de Montfaucon-Varennes-en-Argonne.

## Composition
La communauté de communes regroupait 15 communes, représentant 4 510 habitants en 2011.
| Nom                         | Code Insee | Gentilé      | Superficie (km2) | Population (dernière pop. légale) | Densité (hab./km2) |
| --------------------------- | ---------- | ------------ | ---------------- | --------------------------------- | ------------------ |
| Clermont-en-Argonne (siège) | 55117      | Clermontois  | 66,94            | 1 514 (2014)                      | 23                 |
| Aubréville                  | 55014      | Aubrevillois | 28,99            | 389 (2014)                        | 13                 |
| Brabant-en-Argonne          | 55068      |              | 7,79             | 106 (2014)                        | 14                 |
| Brocourt-en-Argonne         | 55082      |              | 6,71             | 46 (2014)                         | 6,9                |
| Le Claon                    | 55116      | Claonais     | 7,32             | 58 (2014)                         | 7,9                |
| Dombasle-en-Argonne         | 55155      |              | 11,68            | 432 (2014)                        | 37                 |
| Froidos                     | 55199      |              | 8,74             | 105 (2014)                        | 12                 |
| Futeau                      | 55202      | Futasiens    | 1,73             | 163 (2014)                        | 94                 |
| Les Islettes                | 55253      | Islettois    | 5,55             | 772 (2014)                        | 139                |
| Jouy-en-Argonne             | 55257      | Jovissiens   | 6,30             | 53 (2014)                         | 8,4                |
| Lachalade                   | 55266      | Chaladiers   | 19,45            | 75 (2014)                         | 3,9                |
| Le Neufour                  | 55379      |              | 0,92             | 76 (2014)                         | 83                 |
| Neuvilly-en-Argonne         | 55383      |              | 18,32            | 222 (2014)                        | 12                 |
| Rarécourt                   | 55416      | Rarécourtois | 15,41            | 200 (2014)                        | 13                 |
| Récicourt                   | 55419      |              | 13,70            | 172 (2014)                        | 13                 |

## Fonctionnement

### Présidence
- Dominique Durand (Maire de Dombasle-en-Argonne)